# Kruger United Football Club
Il Kruger United Football Club, meglio noto come Kruger United, è una società calcistica sudafricana con sede nella città di Bushbuckridge. Milita nella National First Division, la seconda serie del campionato sudafricano.

## Storia
Il club è stato fondato nel 2023, dopo aver acquistato il titolo sportivo di militanza in Second Division del Caroline FC. Il nome Kruger, come spiegato dal comproprietario sudafricano del Club Wati, deriva dal fiume Kruger di Mpumalanga.
Nella loro prima stagione, hanno vinto il girone provinciale di Mpumalanga e si sono qualificati per i play-off nazionali, dove hanno raggiunto la finale, guadagnandosi la promozione in National First Division.
Esoridienti nel professionismo, la società ha iniziato la stagione 2023-2024 occupando le posizioni di medio-alta classifica.

## Allenatori e presidenti
- 2023-2024  Vusi Mkhatshwa
- 2024-2025  Sconosciuta

## Palmarès

### Altre competizioni
- Second Division: 1

Mpumalanga: 2023-2024